# Pselliophora laneipes
Pselliophora laneipes is een tweevleugelige uit de familie langpootmuggen (Tipulidae). De soort komt voor in het Oriëntaals gebied.